# Savignano sul Rubicone
Savignano sul Rubicone is een gemeente in de Italiaanse provincie Forlì-Cesena (regio Emilia-Romagna) en telt 15.952 inwoners (31-12-2004). De oppervlakte bedraagt 23,2 km2, de bevolkingsdichtheid is 647 inwoners per km2.

## Demografie
Savignano sul Rubicone telt ongeveer 5809 huishoudens. Het aantal inwoners steeg in de periode 1991-2001 met 14,9% volgens cijfers uit de tienjaarlijkse volkstellingen van ISTAT.
| Jaar | Inwoneraantal |
| ---- | ------------- |
| 1991 | 12.871        |
| 2001 | 14.786        |

## Geografie
Savignano sul Rubicone grenst aan de gemeenten Gatteo, Longiano en San Mauro Pascoli, die evenals Savignano sul Rubicone in de provincie Forlì-Cesena liggen. In het zuidoosten grenst de plaats verder aan Santarcangelo di Romagna, in de provincie Rimini. Het riviertje de Rubicon stroomt door de stad naar de kust en mondt circa acht kilometer noordnoordwestelijker uit in de Adriatische Zee.

## Hernoeming en geschiedenis
De plaats kreeg zijn huidige naam in 1933; tevoren was de naam Savignano nel Romagna. Benito Mussolini gaf het bevel tot deze hernoeming, waarmee het riviertje dat door de stad stroomt voortaan als de Rubicon aangeduid werd. Er is over getwist of dit watertje overeenkomt met de Rubicon die beroemd werd door de overtocht van Julius Caesar, omdat historische bronnen niet duidelijk waren en het stroomgebied in de loop van de eeuwen veranderd kan zijn.
Bagno di Romagna · Bertinoro · Borghi · Castrocaro Terme e Terra del Sole · Cesena · Cesenatico · Civitella di Romagna · Dovadola · Forlimpopoli · Forlì · Galeata · Gambettola · Gatteo · Longiano · Meldola · Mercato Saraceno · Modigliana · Montiano · Portico e San Benedetto · Predappio · Premilcuore · Rocca San Casciano · Roncofreddo · San Mauro Pascoli · Santa Sofia · Sarsina · Savignano sul Rubicone · Sogliano al Rubicone · Tredozio · Verghereto
- Library of Congress Control Number: nr94001596
- MusicBrainz: 8e3223d7-74fc-4ab6-908e-1f242333287a
- Nationale Bibliotheek van Israël: 987007540344305171
- Virtual International Authority File: 132193635